# Er ist wieder da (filme)
Er ist wieder da (Brasil: Ele Está de Volta ) é um filme alemão do género comédia, realizado e escrito por David Wnendt, com base no romance homônimo de Timur Vermes. Foi protagonizado por Oliver Masucci como Adolf Hitler do Partido Nacional-Socialista dos Trabalhadores Alemães.  Estreou-se na Alemanha a 8 de outubro de 2015, e no Brasil a 9 de abril de 2016 pela Netflix.

## Sinopse
Em 2014, Adolf Hitler acorda no terreno onde ficava seu antigo bunker em Berlim, sem saber o que aconteceu após o ano de 1945. Desabrigado e desamparado, Hitler interpreta tudo o que vê em 2014 a partir de uma perspetiva nazi e, apesar de toda a gente reconhecê-lo, ninguém acredita que ele é o próprio Hitler, e sim um comediante, ou um ator de método. Como resultado, os seus vídeos violentos tornam-se um enorme sucesso no YouTube, e Hitler alcança o estatuto de celebridade moderna como um artista, onde tira proveito da situação e usa a sua popularidade para voltar à política.
De acordo com Sergio Schargel, autor de um livro sobre o filme, a obra é uma sátira sobre as possibilidades de retorno do nazifascismo nos dias atuais: "Em uma época que um partido como a Alternative für Deutschland (AfD) ganha espaço na Alemanha, a discussão proposta mostra-se bastante atual: qualquer nação, em qualquer época, pode produzir um novo Hitler. Talvez não o genocida, mas a figura extremista, de aura messiânica, calcada em um discurso de retorno ao passado mítico, ódio às minorias e conspiracionismo".

## Elenco
- Oliver Masucci como Adolfo Hitler
- Fabian Busch como Fabian Sawatzki
- Katja Riemann como Katja Bellini

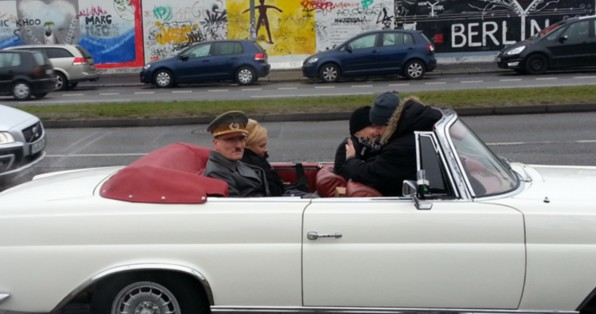
Rodagem do filme em Berlim.

- Christoph Maria Herbst como Christoph Sensenbrink
- Franziska Wulf como Franziska Krömeier
- Michael Kessler como Michael Witzigmann
- Lars Rudolph como proprietário do quiosque
- Thomas Thieme como Kärrner, chefe da estação
- Ramona Kunze-Libnow como mãe de Sawatzki
- Gudrun Ritter como avó de Krömeier
- Stephan Grossmann como Göttlicher
- Christoph Zrenner como Gerhard Lümmlich
- Christian Harting como chefe de redação
- Maximilian Strestik como Ulf Birne (NPD)

### Aparições especiais
- Klaas Heufer-Umlauf
- Joko Winterscheidt
- Frank Plasberg
- Daniel Aminati
- Jörg Thadeusz
- Roberto Blanco
- Micaela Schäfer
- Dagi Bee
- Freshtorge
- Robert Hofmann
- Joyce Ilg
- Andrea Nahles